# ヘール (ベルギー)
ヘール（Geel [ɣeːl]）は、ベルギー・アントウェルペン州にある市である。
中心部は、シント＝アマンズ、シント＝ディンフナ、ホルヴェン、エルスムの4地区から成る。その周囲に、テナールト（北）、ベル（東）、ステレン、オーステルロ、ザンメル（南）、ウィンケロム（南東）、プント（南西）、ラールム（西）などの村がある。

## 歴史

### 起源、中世
考古学的な調査からは、鉄器時代に集落があったと考えられる。ヘールという地名は、「黄色」を意味するゲルマン語に由来すると考えられ、中世初期に遡る。
13世紀半ばには、カンブレーの律修司祭Petrus Cameracencisという人物が、"Vita Sanctae Dimpnae"（聖ディンフナの生涯）という著書の中で、聖ディンフナがヘールに住んだという口承を伝え記している。この聖人の伝説に惹かれてこの地を訪れる巡礼者は多く、それによって町の人口も増えた。
12世紀、ヘール周辺の領域はグリムベルゲンの修道会の所領となった。その後、中世を通じて領主が何度も入れ替わったが、彼ら領主はブラバント公に中世を誓っていた。13世紀前半には、ヘールに一種の自治権が与えられた。18世紀末までの中世の歴史は、ブラバント公国の歴史に従う。この町の主な産業は羊毛のための羊の飼育であり、亜麻の栽培も行われていた。15世紀初頭には織物会館が建てられ、後に市役所となった。八十年戦争（1568年-1648年）で教会を含む建物はもちろん、この地の産業も大きな被害を被った。19世紀初頭にかけて繊維産業は回復していったが、経済の主力はライ麦、エンバク、大麦、ソバなどの農業に移っていった。また、当時、ヘールはラテン語学校でも有名で、ルーヴェン・カトリック大学への受験勉強のため、遠くからヘールに来る学生が多かった。

### フランス革命以降
1795年、ブラバント公国は解体し、ヘールはフランスのDeux-Nèthes県（現在のアントウェルペン州の前身）に包含された。アンシャン・レジームの貴族・聖職者らは、市長に権限を移譲し、市長が市政を担った。ヘールは1830年のベルギー独立革命に積極的に加わり、ベルギー国王レオポルド2世から名誉旗を授与された。19世紀には新しい教会も次々建てられた。1944年9月には、ベルギー解放闘争の中でヘールの戦いがあり、同月23日に解放を達成したが、軍民ともに多くの血が流れた。

## 精神科医療のモデル
ヘールは、早期に精神科医療において非収容療法を採用したことで知られる。ホスト・ファミリーに患者を預け、家庭生活に触れさせることによる肯定的な効果があることに基づいた措置である。7世紀の聖ディンフナが、アイルランドからヘールに移り住み、こうした療法を行ったと伝えられている。13世紀には、患者が昼間は街に出て、夜眠るために病院に戻るという形態が見られた。

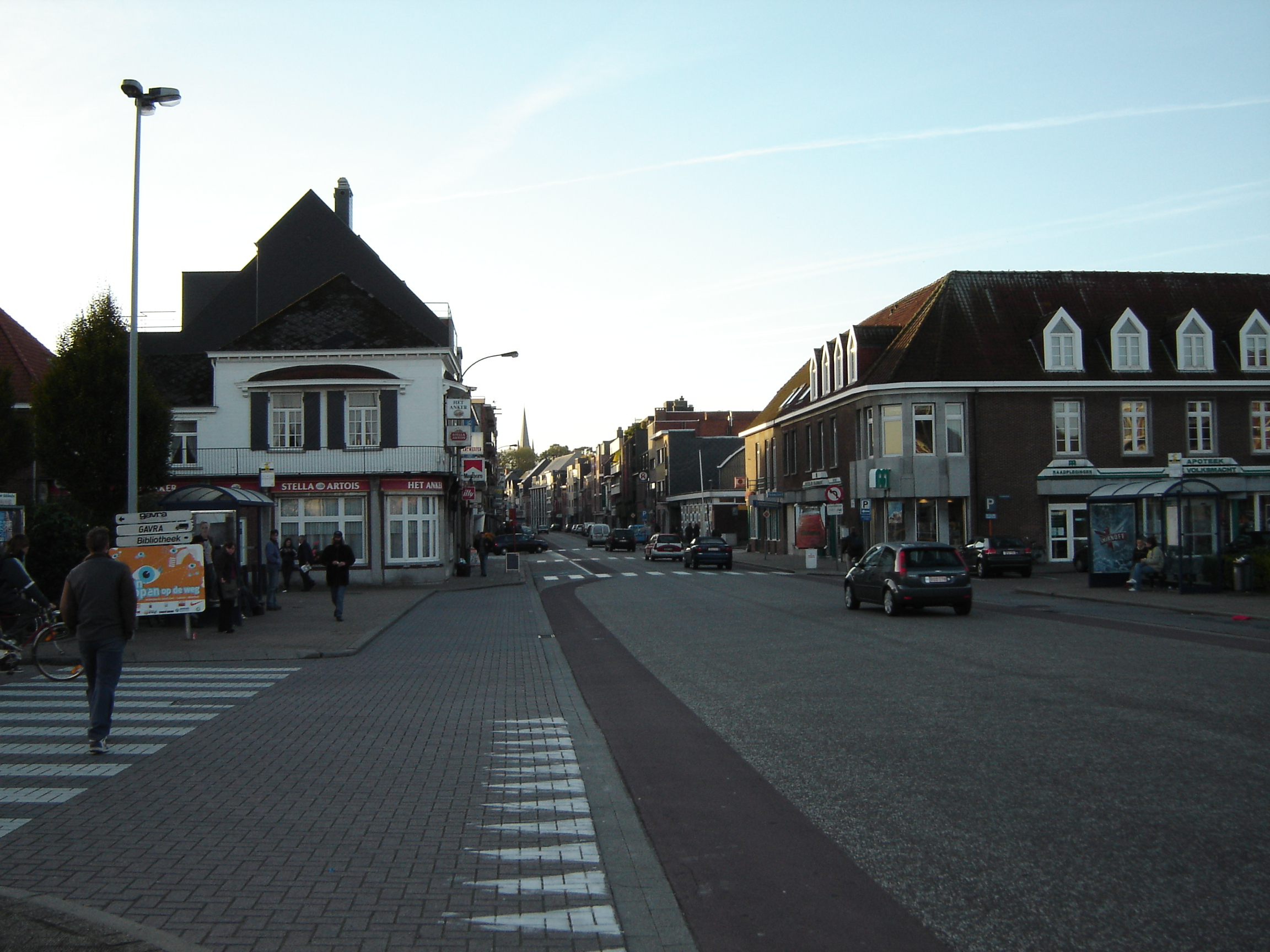
ヘール市街。

当初、この取組は聖ディンフナ教会の司教座聖堂参事会によって行われていたが、18世紀までに教会を介さずに行われるようになった。患者の数は増え、この街は外国にも知られるようになり、それによる経済効果も生まれた。1879年、オランダのフィンセント・ファン・ゴッホの父親は、彼をヘールに送ることを考えた。1938年には3736人の患者が受け入れられ、過去最高に達した。
この療法は世界の多くの医療機関から評価されているが、先進的にすぎ、どこでも実施できるわけではないとも言われる。非収容療法の考えが他の場所でも広まったのは20世紀になってからである。現在、もとの病院の跡地に近代的な精神科医療センターが建ち、約500人が受け入れられている。
2023年にユネスコの無形文化遺産に登録された。

## 観光
シント＝アマンズ教会に面し、カフェテラスに囲まれたマーケット・プレイスは、街の中心部である。市役所の最も古い箇所は17世紀のものである。その近くに、シント＝ディンフナ教会が聖ディンフナの埋葬された地に建っている。
そのほかの市の見どころとしては、ラン畑、樹齢100年を数えるシナノキ、3台の風車、軍事墓地、いくつかの博物館（時計博物館、ランプ博物館）、古い製パン所などがある。聖アレクシス・カレッジは、Gabriel Van Dievoetによるアール・ヌーヴォー様式のズグラッフィートで飾られている。

## 教育
いくつかの小中学校、高校のほか、ケンペン・カトリック大学がある。

## 経済
ヘールは、周辺地域の農業、産業、商業の中心地である。ヤンセン ファーマ社の化学工場、バイオ技術のGenzyme社の生産工場などが所在する。また、欧州委員会の科学技術共同研究センターである標準物質及び計量技術研究所が置かれている。技術センターのInnotek、CIPAL、また危険物情報センター (BIG) の本部がある。

## スポーツ、文化
ヘールはサッカークラブK.F.C. Verbroedering Geelの本拠地であったが、会社の倒産により隣町メールハウトのクラブと統合してVerbroedering Geel-Meerhoutとなった。
ヨーロッパでも最大のレゲエフェスティバルの一つ、レゲエ・ヘールが毎年8月初めに開催されている。

## 姉妹都市
- アイルランド モナハン県テダフネット
- ドイツ クサンテン
- イタリア ルーゴ